# Company of Heroes: Oddział bohaterów
Company of Heroes: Oddział bohaterów (ang. Company of Heroes) – amerykański film wojenny z 2013 roku w reżyserii Dona Michaela Paula, powstały na podstawie komputerowej gry strategicznej Company of Heroes: Kompania Braci. Wyprodukowany przez Sony Pictures.
Premiera filmu miała miejsce 26 lutego 2013 roku w Stanach Zjednoczonych.

## Opis fabuły
Akcja filmu toczy się w czasie II wojny światowej. Amerykanie dowiadują się, że Niemcy są bliscy wyprodukowania bomby. Żołnierze, m.in. Nate (Chad Michael Collins) i wojskowy kucharz Dean (Tom Sizemore), wyruszają w głąb nazistowskich Niemiec – muszą odnaleźć twórcę śmiercionośnego wynalazku.

## Obsada
Źródło: Filmweb
- Vinnie Jones jako Brent Willoughby
- Tom Sizemore jako Dean Ranson
- Jürgen Prochnow jako Luca Gruenewald
- Dimitri Diatchenko jako Ivan Puzharski
- Neal McDonough jako porucznik Joe Conti
- Richard Sammel jako Beimier
- Melia Kreiling jako Kestrel
- Chad Michael Collins jako Nate
- Philip Rham jako porucznik Schott
- Alastair Mackenzie jako Chambliss
- Peter Ladjev jako Ricky Rizzo
- Ivo Arakov jako Johnny Lewis
- Sam Spruell jako sierżant Matherson

i inni